# Rolando Romero
Rolando Romero est un boxeur américain né le 14 octobre 1995 à Las Vegas au Nevada.

## Carrière
Passé professionnel en 2016, il devient champion WBA par intérim des poids légers en 2020 mais s'incline face au champion à part entière, Gervonta Davis, le 28 mai 2022. Romero change de catégorie de poids et remporte dès le combat suivant le titre vacant de champion du monde des poids super-légers WBA le 13 mai 2023 en battant par arrêt de l’arbitre au 9e round Ismael Barroso. Il est en revanche battu dès la première défense de son titre par Isaac Cruz le 30 mars 2024.